# TMPRSS2
TMPRSS2 (англ. Transmembrane protease, serine 2) — мембрано-связанная сериновая протеаза, продукт гена TMPRSS2.

## Структура и функции
TMPRSS2 относится к семейству сериновых протеаз. Является трансмембранным белком, содержит рецепторный, цистеин-богатый и протеазный домены. В целом сериновые протеазы играют роль во множестве физиологических и патологических процессах. Известно, что экспрессия TMPRSS2 стимулируется андрогенными гормонами в андроген-зависимых клетках рака предстательной железы и подавляется в андроген-независимых клетках. Известно также, что протеазный домен белка отщепляется и секретируется в среду за счёт аутопротеолиза. Биологическая функция белка неизвестна.

## Роль в опухолеобразовании
Роль TMPRSS2 в развитии рака предстательной железы определяется повышенной экспрессией таких факторов транскрипции из семейства ETS, как ERG и ETV1. Как правило, это происходит в результате генного слияния. Наиболее часто образующийся ген TMPRSS2-ERG обнаруживается в 40-80 % случаях рака предстательной железы у человека. Повышенная экспрессия ERG вносит вклад в развитие андроген-независимого рака предстательной железы за счёт нарушения переноса сигнала от андрогенного рецептора.

## Белок и коронавирусы
Некоторые коронавирусы, такие как SARS-CoV и SARS-CoV-2, активируются ферментом TMPRSS2. Вирус SARS-CoV-2 использует в качестве рецептора для входа в клетку АПФ2 и TMPRSS2 необходим для активации вирусного S-белка пепломера. Таким образом, ингибиторы TMPRSS2 способны предотвращать проникновение вируса в клетку.